# Thizay, Indre
Thizay là một xã ở tỉnh Indre ở miền trung nước Pháp. Xã này có diện tích 16,65 km², dân số năm 1999 là 250 người. Khu vực này có độ cao trung bình 147 mét trên mực nước biển.